# Плавання на літніх Олімпійських іграх 2020 — 100 метрів батерфляєм (чоловіки)
Змагання з плавання на 100 метрів батерфляєм серед чоловіків на літніх Олімпійських іграх 2020 відбувалися з 29 по 31 липня 2021 року в Олімпійському центрі водних видів спорту. Це була чотирнадцята поспіль поява цієї дисципліни на Олімпійських іграх. Її проводили на кожній Олімпіаді починаючи з 1968 року.

## Рекорди
Перед цими змаганнями чинні світовий і олімпійський рекорди були такими:
| Світовий рекорд     | Кайлеб Дрессел (USA) | 49.50 | Кванджу, Південна Корея  | 26 липня 2019  | [ 2 ]       |
| Олімпійський рекорд | Джозеф Скулінг (SIN) | 50.39 | Ріо-де-Жанейро, Бразилія | 12 серпня 2016 | [ 3 ] [ 4 ] |

## Кваліфікація
Олімпійський кваліфікаційний норматив для цієї дисципліни становить 51,96 секунди. За цим нормативом від кожного Національного олімпійського комітету (NOC) можуть автоматично кваліфікуватися щонайбільше два плавці, виконавши його на затверджених кваліфікаційних змаганнях. Норматив олімпійського відбору становить 53,52 секунди. За цим нормативом від кожного НОК може кваліфікуватися щонайбільше один плавець, що посідає досить високе місце у світовому рейтингу, поки не буде вичерпано квоту для всіх плавальних дисциплін. НОК, що ще не має плавця в жодній дисципліні, може скористатися зі свого права на універсальну квоту.

## Формат змагань
Змагання складаються з трьох раундів: попередні запливи, півфінали та фінал. Плавці, що показали 16 найкращих результатів у попередніх запливах, виходять до півфіналів. Плавці, що показали 8 найкращих результатів у півфіналах, виходять до фіналу. У тому разі, коли на останнє місце потрапляння до півфіналів чи фіналу претендують два чи більше плавця з однаковим часом, передбачено перепливання.

## Розклад
Змагання тривають три дні, кожний раунд наступного дня.
Часовий пояс - японський стандартний час (UTC + 9)
| Дата     | Час   | Раунд             |
| -------- | ----- | ----------------- |
| 29 липня | 19:43 | Попередні запливи |
| 30 липня | 10:30 | Півфінали         |
| 31 липня | 10:30 | Фінал             |

## Результати

### Попередні запливи
Плавці, що показали 16 найкращих результатів незалежно від запливу, виходять до півфіналу.
| Місце | Заїзд | Доріжка | Swimmer              | Країна                           | Час   | Примітки |
| ----- | ----- | ------- | -------------------- | -------------------------------- | ----- | -------- |
| 1     | 8     | 4       | Кайлеб Дрессел       | США (USA)                        | 50.39 | Q, =OR   |
| 2     | 7     | 4       | Кріштоф Мілак        | Угорщина (HUN)                   | 50.62 | Q        |
| 3     | 8     | 6       | Якуб Маєрський       | Польща (POL)                     | 50.97 | Q, NR    |
| 4     | 8     | 5       | Андрій Мінаков       | Олімпійський комітет Росії (ROC) | 51.00 | Q        |
| 5     | 7     | 6       | Ное Понті            | Швейцарія (SUI)                  | 51.24 | Q        |
| 6     | 6     | 5       | Йосіф Міладінов      | Болгарія (BUL)                   | 51.28 | Q        |
| 7     | 6     | 7       | Луїс Мартінес        | Гватемала (GUA)                  | 51.29 | Q        |
| 8     | 6     | 4       | Метью Темпл          | Австралія (AUS)                  | 51.39 | Q        |
| 9     | 7     | 7       | Джошуа Льєндо        | Канада (CAN)                     | 51.52 | Q        |
| 10    | 7     | 5       | Мегді Метелла        | Франція (FRA)                    | 51.53 | Q        |
| 11    | 5     | 1       | Нілс Корстаньє       | Нідерланди (NED)                 | 51.54 | Q, NR    |
| 12    | 6     | 3       | Наокі Мідзунума      | Японія (JPN)                     | 51.57 | Q        |
| 12    | 8     | 2       | Том Шілдс            | США (USA)                        | 51.57 | Q        |
| 14    | 5     | 2       | Юссеф Рамадан        | Єгипет (EGY)                     | 51.67 | Q        |
| 14    | 7     | 2       | Себастьян Сабо       | Угорщина (HUN)                   | 51.67 | Q        |
| 16    | 5     | 6       | Сунь Цзяцзюнь        | Китай (CHN)                      | 51.74 | Q        |
| 17    | 6     | 2       | Федеріко Бурдіссо    | Італія (ITA)                     | 51.82 |          |
| 18    | 6     | 6       | Чад ле Клос          | ПАР (RSA)                        | 51.89 |          |
| 18    | 8     | 7       | Михайло Вековищев    | Олімпійський комітет Росії (ROC) | 51.89 |          |
| 20    | 7     | 3       | Кавамото Такесі      | Японія (JPN)                     | 51.93 |          |
| 21    | 5     | 3       | Томер Франкель       | Ізраїль (ISR)                    | 51.99 |          |
| 22    | 6     | 8       | Павел Коженьовський  | Польща (POL)                     | 52.00 |          |
| 23    | 7     | 1       | Маріус Кюш           | Німеччина (GER)                  | 52.05 |          |
| 24    | 4     | 6       | Сантьяго Грассі      | Аргентина (ARG)                  | 52.07 |          |
| 24    | 8     | 8       | Джейкоб Пітерс       | Велика Британія (GBR)            | 52.07 |          |
| 26    | 7     | 8       | Вінісіус Ланса       | Бразилія (BRA)                   | 52.08 |          |
| 27    | 3     | 2       | Томое Дзенімото Гвас | Норвегія (NOR)                   | 52.22 |          |
| 28    | 4     | 8       | Луї Кроенен          | Бельгія (BEL)                    | 52.23 |          |
| 29    | 4     | 7       | Антані Іванов        | Болгарія (BUL)                   | 52.25 |          |
| 30    | 8     | 1       | Девід Морган         | Австралія (AUS)                  | 52.31 |          |
| 31    | 6     | 1       | Санто Кондореллі     | Італія (ITA)                     | 52.32 |          |
| 32    | 5     | 7       | Метью Сейтс          | ПАР (RSA)                        | 52.34 |          |
| 33    | 3     | 7       | Ділан Картер         | Тринідад і Тобаго (TTO)          | 52.36 |          |
| 34    | 4     | 4       | Ке Чженвень          | Сінгапур (SGP)                   | 52.39 |          |
| 35    | 3     | 4       | Ван Гуань-Хун        | Китайський Тайбей (TPE)          | 52.44 |          |
| 35    | 4     | 3       | Умітджан Гюреш       | Туреччина (TUR)                  | 52.44 |          |
| 37    | 3     | 8       | Шейн Раян            | Ірландія (IRL)                   | 52.52 |          |
| 37    | 4     | 5       | Ян Шефль             | Чехія (CZE)                      | 52.52 |          |
| 37    | 5     | 5       | Зімон Бухер          | Австрія (AUT)                    | 52.52 |          |
| 40    | 3     | 6       | Нікола Мілєнич       | Хорватія (CRO)                   | 52.68 |          |
| 41    | 3     | 1       | Крегор Зірк          | Естонія (EST)                    | 52.82 |          |
| 42    | 5     | 4       | Євген Цуркін         | Білорусь (BLR)                   | 52.90 |          |
| 43    | 4     | 1       | Матеус Гонше         | Бразилія (BRA)                   | 53.02 |          |
| 44    | 5     | 8       | Джозеф Скулінг       | Сінгапур (SGP)                   | 53.12 |          |
| 45    | 2     | 2       | Абейку Джексон       | Гана (GHA)                       | 53.39 |          |
| 46    | 2     | 5       | Саджан Пракаш        | Індія (IND)                      | 53.45 |          |
| 47    | 2     | 4       | Мун Син У            | Південна Корея (KOR)             | 53.59 |          |
| 48    | 2     | 3       | Аббас Калі           | Кувейт (KUW)                     | 53.62 |          |
| 49    | 2     | 1       | Стеван Емабл         | Сенегал (SEN)                    | 53.64 |          |
| 50    | 2     | 7       | Навафат Вонгчароен   | Таїланд (THA)                    | 54.36 |          |
| 51    | 2     | 6       | Бен Хокін            | Парагвай (PAR)                   | 54.81 |          |
| 51    | 2     | 8       | Давідсон Вінсент     | Гаїті (HAI)                      | 54.81 |          |
| 53    | 3     | 5       | Даньєл Мартін        | Румунія (ROM)                    | 55.09 |          |
| 54    | 1     | 4       | Сальвадор Гордо      | Ангола (ANG)                     | 55.96 |          |
| 55    | 1     | 5       | Юсіф Бу Аріш         | Саудівська Аравія (KSA)          | 56.29 |          |
| 56    | 1     | 3       | Абдулла Ахмад        | Бахрейн (BRN)                    | DSQ   |          |
| 56    | 3     | 3       | Ігор Трояновський    | Україна (UKR)                    | DNS   |          |
| 56    | 4     | 2       | Гал Коен Грумі       | Ізраїль (ISR)                    | DNS   |          |
| 56    | 8     | 3       | Джеймс Ґай           | Велика Британія (GBR)            | DNS   |          |

### Півфінали
Плавці, що показали 8 найкращих результатів незалежно від запливу, виходять до фіналу.
| Місце | Заплив | Доріжка | Плавець         | Країна                           | Час   | Примітки |
| ----- | ------ | ------- | --------------- | -------------------------------- | ----- | -------- |
| 1     | 2      | 4       | Кайлеб Дрессел  | США (USA)                        | 49.71 | Q, OR    |
| 2     | 1      | 4       | Кріштоф Мілак   | Угорщина (HUN)                   | 50.31 | Q        |
| 3     | 2      | 3       | Ное Понті       | Швейцарія (SUI)                  | 50.76 | Q        |
| 4     | 1      | 3       | Йосіф Міладінов | Болгарія (BUL)                   | 51.06 | Q        |
| 5     | 1      | 5       | Андрій Мінаков  | Олімпійський комітет Росії (ROC) | 51.11 | Q        |
| 6     | 1      | 6       | Метью Темпл     | Австралія (AUS)                  | 51.12 | Q        |
| 7     | 2      | 5       | Якуб Маєрський  | Польща (POL)                     | 51.24 | Q        |
| 8     | 2      | 6       | Луїс Мартінес   | Гватемала (GUA)                  | 51.30 | Q        |
| 9     | 1      | 2       | Мегді Метелла   | Франція (FRA)                    | 51.32 |          |
| 10    | 1      | 7       | Наокі Мідзунума | Японія (JPN)                     | 51.46 |          |
| 11    | 2      | 2       | Джошуа Льєндо   | Канада (CAN)                     | 51.50 |          |
| 12    | 2      | 7       | Нілс Корстаньє  | Нідерланди (NED)                 | 51.80 |          |
| 13    | 1      | 8       | Сунь Цзяцзюнь   | Китай (CHN)                      | 51.82 |          |
| 14    | 2      | 8       | Себастьян Сабо  | Угорщина (HUN)                   | 51.89 |          |
| 15    | 2      | 1       | Том Шілдс       | США (USA)                        | 51.99 |          |
| 16    | 1      | 1       | Юссеф Рамадан   | Єгипет (EGY)                     | 52.27 |          |

### Фінал
| Місце | Доріжка | Ім'я            | Країна                           | Час   | Примітки |
| ----- | ------- | --------------- | -------------------------------- | ----- | -------- |
| 1     | 4       | Кайлеб Дрессел  | США (USA)                        | 49.45 | WR       |
| 2     | 5       | Кріштоф Мілак   | Угорщина (HUN)                   | 49.68 | ER       |
| 3     | 3       | Ное Понті       | Швейцарія (SUI)                  | 50.74 |          |
| 4     | 2       | Андрій Мінаков  | Олімпійський комітет Росії (ROC) | 50.88 |          |
| 5     | 1       | Якуб Маєрський  | Польща (POL)                     | 50.92 |          |
| 5     | 7       | Метью Темпл     | Австралія (AUS)                  | 50.92 |          |
| 7     | 8       | Луїс Мартінес   | Гватемала (GUA)                  | 51.09 |          |
| 8     | 6       | Йосіф Міладінов | Болгарія (BUL)                   | 51.49 |          |